# Mahila Milan
Mahila Milan ("mujeres unidas" en hindi) es un colectivo autoorganizado y descentralizado de mujeres que viven en las aceras de Bombay. El grupo trabaja con temas de vivienda, saneamiento y esquemas de préstamos de base. Su objetivo es lograr que las mujeres reciban el mismo reconocimiento por la mejora de sus comunidades, mientras se dedican a importantes actividades de toma de decisiones. Los préstamos otorgados por el grupo a sus miembros en tiempos de necesidad, se sancionan a nombre de la mujer de la casa.
El interés del préstamo es fácil. Mahila Milan cobra el 2% de tasa, una "Tasa (tributo)" de dos rupias por cada cien rupias. Su proceso de recuperación también es bastante simple. Las mujeres visitan la casa del deudor del préstamo. Si parece que realmente no están en condiciones de devolver el préstamo, les otorgan otro préstamo para que se recuperen y se aseguren de que con el segundo préstamo la familia se mantenga a flote. Si el hombre de la casa muere o inesperadamente queda postrado en cama por enfermedad, se cancela el préstamo. Estas mujeres, que han visto muchos casos de sufrimiento, se apresuran a simpatizar y actuar.

## Historia
Mujeres Unidas se formó en la década de 1980, cuando la Federación Nacional de Asentamientos Informales India, (NSDF) acordó ayudar a crear una organización hermana complementaria a la suya, para alentar a más mujeres a asumir roles de liderazgo en el desarrollo de asentamientos irregulares y el alivio de la pobreza, con la asistencia de Sheela Patel y su grupo SPARC.  Las organizaciones comunitarias, Mahila Milan y la Federación Nacional de Asentamientos Informales India (NSDF), junto con la Sociedad para la Promoción de Centros de Recursos de Área (SPARC), han estado trabajando juntas desde mediados de la década de 1980 para mejorar la situación de vivienda de los habitantes del asfalto en Byculla, un área en el centro de Mumbai. Cuando estas tres organizaciones se unieron para formar lo que se conoce como la Alianza, los habitantes del asfalto se encontraban entre los habitantes de la ciudad en peores condiciones. Aunque físicamente bastante visibles en las calles, los habitantes del asfalto eran completamente invisibles en las políticas públicas. No podían obtener tarjetas de racionamiento, que son tarjetas de identidad que otorgan a los ciudadanos el derecho a la educación y el acceso a alimentos subsidiados, ni podían obtener acceso a servicios básicos como agua, saneamiento y electricidad. Los habitantes del asfalto, a diferencia de los habitantes de asentamientos informales, también fueron excluidos de las listas electorales y de cualquier censo oficial realizado en la ciudad y en todo el país.
Mahila Milan se formó en gran medida como respuesta a un fallo de la Corte Suprema de 1985 que otorgó a la Corporación Municipal de Gran Mumbai la autoridad para demoler estructuras domésticas en las aceras de Mumbai . Estas fueron las casas de aquellos conocidos popularmente como "habitantes del asfalto". Muchas ONG y organizaciones comunitarias planificaron acciones masivas para frenar estas demoliciones, sin embargo, los activistas de SPARC descubrieron que las mujeres de los asentamientos en el asfalto no querían confrontación y prefirieron encontrar una forma de convivir con el resto de la gente en la ciudad. 
Una encuesta realizada por SPARC entre julio y octubre de 1985 encontró que los habitantes del asfalto no eran poblaciones transitorias, sino personas que habían vivido durante más de dos décadas en la ciudad. Esto fue documentado y publicado en We The Invisible, que detalla los antecedentes de estas personas de los distritos más pobres de la India : víctimas del subdesarrollo, la violencia comunitaria, las inundaciones, las hambrunas y otras crisis. No hubo desalojos, y en marzo de 1987 Mahila Milan se estableció para ayudar a las mujeres analfabetas pobres en cada asentamiento a comprender la política de por qué no pueden obtener tierras en la ciudad para su casa, y desarrollar una estrategia para presentar a la ciudad.
En 1992, los líderes de la emergente Federación Sudafricana de Personas sin Hogar fueron a Mumbai para participar en una encuesta y exhibición de vivienda. Esto alimentó la participación de Mahila Milan y los líderes del Federación Nacional de Asentamientos Informales para visitar Durban . Allí, realizaron la primera capacitación para líderes comunitarios de cinco asentamientos en el río Piesang. Lo que comenzó con una encuesta, terminó con una exposición de viviendas.
La alianza formada por la Federación Sudafricana y Mahila Milan, junto con las federaciones que tienen objetivos similares, de más de 30 países, ahora están unidas bajo la organización paraguas de Shack / Slum Dwellers International (SDI). Entre sus muchas prácticas y objetivos compartidos, estos procesos prácticos centrales de diseño y desarrollo de viviendas continúan explorando y prometiendo una cas en la ciudad. SDI ganó mucha más exposición que nunca en el año 2001 cuando llevó a un equipo internacional de 36 miembros a Nueva York . En las reuniones del consejo de gobierno de las Naciones Unidas, el equipo construyó un modelo de casa de tamaño completo y un baño comunitario en el edificio de la ONU. Aunque, con solo cinco o seis años de edad, la IDE estaba en camino de allanar el camino para que los pobres urbanos obtuvieran reconocimiento a nivel mundial e intervinieran en las discusiones globales relacionadas con el hábitat. Sin embargo, los miembros de SDI estaban decepcionados, ya que solo unos pocos se preocupaban por lo que los pobres urbanos tenían que decir en los procedimientos formales. Kofi Annan, entonces jefe de la ONU, pasó más de media hora con la delegación de SDI y, antes de que SDI realmente entendiera la marca y las imágenes, la exposición de modelos de casas en la ONU lo dio a conocer en toda la comunidad mundial, como delegación tras delegación hizo su foto frente a la casa SDI o el modelo de baño.

## Programas
Asistido por la Sociedad para la Promoción de Centros de Recursos de Área (SPARC), Mahila Milan ejecuta una serie de programas. Estos incluyen:
- Milan Nagar, una cooperativa diseñada para buscar ubicaciones alternativas para sus viviendas.[1]
- Abrir cuentas bancarias estableciendo esquemas de ahorro para ayudar a las mujeres a comprar nuevas viviendas.
- Proporcionar a cada familia alimentos y ropa esenciales.
- Lidiar con las crisis, como la provisión de préstamos de emergencia, o ayudar con problemas relacionados con la policía.

## Esquema de crédito por crisis
Cuando seis grupos de habitantes del asfalto completaron un proyecto en 1987 construyendo refugio para ellos, se dieron cuenta de que necesitaban más que vivienda. Por lo tanto, crearon un esquema de crédito de crisis, en el que cada persona aporta 1 o 2 rupias y cualquiera puede pedir prestada una suma cuando la necesita. Un año después, Mahila Milan estaba asesorando a grupos de toda la India sobre cómo establecer tal esquema y en 1989 los grupos se prestaban entre sí. Para 2001, había 25,000 hogares en el esquema y 5,000 prestatarios.
Dado que la mayoría de las mujeres eran analfabetas, Mahila Milan enseña un sistema en el que todos tienen una bolsa en la que los papeles de diferentes colores representan sus ahorros. La unidad más pequeña es de 15 hogares, todos los cuales se conocen y confían entre sí. Cada grupo toma sus propias decisiones sobre los préstamos.

## Alojamiento
Mahila Milan ha participado activamente en la promoción de la asignación de tierras para las personas sin hogar, y en el diseño de estrategias para ayudar a los pobres a entrar en sus propios hogares. La organización se convirtió en un modelo para otras organizaciones afiliadas a Federación Nacional de Asentamientos Informales entre 1985 y 1995, proporcionando principios y marcos para formar la base de las discusiones sobre los asentamientos informales y las ciudades. En 1995, el gobierno de Maharashtra integró a los habitantes del asfalto por primera vez en las clasificaciones de los hogares con derecho a tierra para la reubicación en la Ley de rehabilitación de barrios marginales de 1995.
En Dharavi, el barrio marginal más grande de Mumbai, las mujeres se unieron a Mahila Milan y pidieron tierras para construir viviendas permanentes. Diseñaron y construyeron las casas adaptadas a su presupuesto.

## Saneamiento
Mahila Milan negocia con las administraciones locales para que las mujeres puedan construir sus propias unidades de saneamiento ambiental en su propia área local. A partir de 2016, el grupo ha facilitado la construcción de 100 unidades de inodoros.

## Otras lecturas
- "Artículo de Mahila Milan en la revista Crossover India"

- Datos: Q6733991